# 池田隆之 (太平洋興発)
池田 隆之（いけだ たかゆき、1938年3月2日 - ）は、日本の企業家。太平洋興発元社長。

## 略歴
1965年、青山学院大学経済学部卒業後、太平洋炭礦に入社する。同社釧路鉱業所事務長、同社釧路鉱業所副所長、同社取締役釧路鉱業所副所長、太平洋興発取締役釧路支店担当を経て1999年4月に代表取締役社長、太平洋炭礦代表取締役社長に就任した。2007年6月に退任。